# Dalmålsakademin
Dalmålsakademin har arbetat med frågor gällande de dalska språken sedan 1998. Dalmålsakademin är en sammanslutning av föreningar och enskilda som vill värna om dalfolkets mångskiftande språkskatt.
Dalmålsakademin har som sin uppgift att främja dalmålens fortlevnad samt sprida kunskap om och verka för dokumentation av dalmålen. 